# Helena Pacheco
Helena Pacheco és empresària i exentrenadora de futbol.
Procedent d'una família esportiva, Helena va començar la seva carrera esportiva a través del voleibol, ja que durant la seva infància el futbol estava prohibit a les dones. Es va donar a conèixer com entrenadora i descobridora del talent de la futbolista Marta Vieira da Silva, coneguda com a Marta, que fa de davantera o de migcampista ofensiva. L'exentrenador va signar un contracte amb la Marta en un dels millors clubs de futbol femení de l'època, quan l'aleshores jugadora només tenia 14 anys. Tot i això, ambdues van passar poc temps junts, perquè al cap de dos anys Vasco va acabar amb l'equip femení per no tenir diners. A més de la Marta, l'exentrenadora també va descobrir dos grans noms del futbol femení brasiler: Pretinha, la tercera màxima golejadora del Brasil, i Kátia Cilene. Helena està a la llista de les 100 dones de l'any de la BBC 2017.

## Carrera
Helena Pacheco va iniciar la seva carrera en l'esport amb el voleibol, donat que durant la seva infància, el futbol era prohibit per dones (la llei va valer de 1941 a 1979). Després de dècades jugant voleibol, va tenir llavors una oportunitat de jugar en el futbol. Ella va començar a jugar en el Radar, equip tradicional de futbol femení de Rio de Janeiro, i en cert moment va ser amb l'equip per una excursió en els Estats Units, allà, es va apassionar més encara pel futbol.
Després d'haver optat per ser entrenadora, l'Helena va anar a estudiar i va experimentar un altre obstacle: la Facultat d'Educació Física no permetia que les dones fessin cursos relacionats amb el futbol.
Fins i tot davant d'aquests obstacles, l'Helena no va renunciar al seu objectiu, va seguir cursos paral·lels i va acabar convertint-se en una de les primeres dones entrenadores de futbol del Brasil.